# Xoanodera wongi
Xoanodera wongi là một loài bọ cánh cứng trong họ Cerambycidae.